# Scorpions de Mulhouse 1997
Die Scorpions de Mulhouse (ursprünglich Association pour le Développement du Hockey Mulhousien) sind eine französische Eishockeymannschaft aus Mülhausen, die 2005 gegründet wurde und bis 2023 in der Ligue Magnus spielte.

## Geschichte
Die Association pour le Développement du Hockey Mulhousien wurde 2005 als Trägerverein gegründet, nachdem der Vorgängerverein Hockey Club de Mulhouse im Anschluss an den Gewinn des französischen Meistertitels in Konkurs ging. Die neuen Scorpions de Mulhouse mussten ihren Neustart in der viertklassigen Division 3 beginnen. In den Jahren 2008 und 2009 gelang der direkte Durchmarsch in die zweitklassige Division 1. In der Saison 2011/12 stieg die Mannschaft schließlich in die Ligue Magnus auf, womit erstmals nach sieben Jahren wieder eine Mannschaft aus Mülhausen in der höchsten französischen Eishockeyspielklasse vertreten war.
2023 musste sich der Club in die viertklassige Division 3 zurückziehen.

## Erfolge
- Aufstieg in die Division 2: 2008
- Aufstieg in die Division 1: 2009
- Aufstieg in die Ligue Magnus: 2012

## Bekannte ehemalige Spieler
- Domen Vedlin